# Kedvencek a világ körül
A Kedvencek a világ körül (eredeti cím: Cuccioli) olasz televíziós 2D-s számítógépes animációs kalandsorozat, amelyet Sergio Manfio alkotott és rendezett. Olaszországban a Rai 2, a Rai YoYo, a Rai Gulp a DeA Junior és a Rai 3, míg Magyarországon az M2 sugározta.

## Ismertető
Nagymama útra kel Velencébe, hogy meglátogassa az unokáit és magával viszi házi kedvenceit is. Bonbon, a macska, Díva, a kacsa, Cilinder, a nyúl és Anonimusz, a kiscsibe viszont már az induláskor lemaradnak a hajóról és aztán jól el is tévednek. Útközben találkoznak Mobillal, a kutyával, aki csatlakozik hozzájuk, hogy különböző kalandokon keresztül eljussanak Velencébe.

## Szereplők
| Szereplő           | Eredeti hang                          | Magyar hang              | Leírás                                             |
| ------------------ | ------------------------------------- | ------------------------ | -------------------------------------------------- |
| Bonbon             | Monica Ward                           | Mezei Kitty              | Egy vörös kiscica lány                             |
| Díva               | Laura Lenghi                          | Kiss Erika               | Egy csinos kacsa hölgy, aki rózsaszín masnit visel |
| Cilinder           | Edoardo Nevola                        | Vida Péter               | Egy kelekótya nyúl                                 |
| Pio                | Luigi Rosa                            | Markovics Tamás          | Egy béka                                           |
| Mobil              | Paolo Lombardi                        | Schneider Zoltán         | Egy piros nyakörves skót terrier                   |
| Anonymus           | Nem szólal meg                        | Nem szólal meg           | Egy néma kanári                                    |
| Kis varázsló       | Manuel Meli                           | Pálmai Szabolcs          | Egy okos kobold                                    |
| Varjúboszorkány    | Paola Giannetti Graziella Polesinanti | Makay Andrea             | Egy gonosz varjú boszorkány                        |
| Canbaluc és Cuncun | Franco Mannella Enrico Di Troia       | Szatory Dávid Szabó Máté | A két hermelin, Varjúboszorkány csatlósai          |

- További magyar hangok: Bácskai János, Bolla Róbert, Forgács Gábor, Kossuth Gábor, Sági Tímea

## Epizódok

### Első évad: Irány Velence
1. Egy felejthetetlen utazás
2. Az orka dala
3. A maláj tigriskölyök
4. A lövőhal
5. A kincses sziget
6. Otoi legendája
7. A halász macskák
8. Az óriás gyöngy
9. A rák filharmonikus zenekar
10. A dzsungel olimpia
11. Tarzan üvöltése
12. Robinson nyomában
13. A bátorságpróba
14. A tukán éneke
15. Boldogan éltek, míg meg nem haltak
16. A sílecke
17. A maja kapu
18. Az elátkozott karfiol
19. A meggondolatlan Ulán
20. Miss Univerzum
21. A mosómedvék földjén
22. A viking sisak
23. A szellembohóc
24. A múmia
25. A zöld íjász
26. Megérkezés Velencébe

### Második évad: Marco Polo Varázs Kapuja
1. Marco Polo nyomában
2. A bárka hegye
3. A szultán aranya
4. Hét földdel megrakott hajó
5. A fekete felhő
6. Az albínó tigris
7. Az utánzó papagáj
8. A sivatag szellemei
9. Te nem lehetsz Hamupipőke!
10. A hét kő rejtélye
11. A nádpalota
12. Mágusok versenye
13. A labirintus
14. A rizs nyomát követve
15. A naptár
16. Az aranykirály
17. A fehér gyöngyök tava
18. A cirkusz
19. Az egyszarvú
20. Ház a lombok között
21. Az okos rozsomákok
22. A vörös rubint
23. A bányász sas
24. A kalózok
25. Caidu lánya
26. A sötétség birodalma

### Harmadik évad: A Varjúboszorkány
1. A Varjúboszorkány könyve
2. A titkos átjáró
3. A pergamen
4. A furcsa játék
5. Nevess, csak nevess!
6. A feledés virága
7. Próbáld újra cilinder!
8. Az idő barlangjában
9. A magányos tó
10. Az eltűnt tábla
11. A farkas legendája
12. A szépség bájitala
13. A kíváncsiak szigete
14. A Fergorta fű
15. A gyémánt nem tart örökké
16. A nagy tökháború
17. A megoldatlan rejtély
18. A bufonit
19. Az idő őrzője
20. A piros virág
21. A tündöklő fű
22. A tévedhetetlen lándzsa
23. A varázslatos zuhany
24. A kősó kristály
25. A tudás fája
26. A rettenetes varázslat

### Negyedik évad: A 26 Gyöngy
1. A bejárat nélküli piramis legendája
2. A fáraó két próbatétele
3. Az ádáz Olta
4. Egy lábformájú antik agyagváza
5. A csokoládé recept
6. A maja labdajáték
7. A kék jég barlangja
8. A fehér bölény
9. A kozmikus tojás
10. A vízkapu
11. A viszály almája
12. Az agyaghadsereg
13. Thor szekere
14. A fordított térképek
15. A szivárvány kígyó
16. A labirintus
17. Simurgh tolla
18. A nehéz feladat
19. Az óriás szalamandra
20. A tojás formájú labda
21. Bulagurci bárója
22. Ki fél a nagy jetitől?
23. Cilinder, a gladiátor
24. A farkas és a Hold
25. A tizenkettedik hercegnő
26. Csokoládé foltos mancsok

### Ötödik évad: A Múltat Eltörlő Varázslat
1. A Varjúboszorkány visszatér
2. A pont, ahonnan nincs visszaút
3. A multisárkány
4. A szószátyár barlang
5. A nagy virág
6. A fekete vitorlájú hajó
7. A tigrisszem
8. Az elfelejtett szó
9. A havak csillaga
10. A káosz főzőkanala
11. A pizsamás varázsló
12. Eltévesztettük az irányt
13. A kéttörzsű fa
14. Az első dinoszaurusz
15. Az elvarázsolt ház
16. Micsoda időjárás!
17. Téli ünnep
18. A tűzpalota
19. Fekete rigó tolla
20. Mágikus buborékok
21. Kék bambusz
22. A hiúság fája
23. A boszorkányok uzsonnája
24. A vihar magja
25. Az átlátszó gyapjú
26. A nagy varázslótestület

### Hatodik évad: A Könyvek Világa
1. A meg nem írt varázsital recept
2. Egyszer volt...
3. Édes álom
4. Szezám tárulj!
5. A királynő palotája
6. Nemo kapitány
7. Sandokan és a maláj nyúl
8. Egy régi utazóláda
9. A királyné gyémantjai
10. Gyorshajtás
11. Karácsonyra várva
12. A varázshíd
13. Bon Bon, gyere vissza!
14. Odüsszeia
15. A nyíl
16. A lovag, aki tévedett
17. A kerekasztal első lovagja
18. Díva és a művészet
19. A beszélő festmények
20. Repülő napraforgók
21. Cilinder és Júlia
22. Le az álarccal!
23. Nagy fekete nyúlfőnök
24. Csak félig varázsfuvola
25. A szerenád
26. A tetoválás